# Virna Flores
Virna Flores  (Lima, Peru, 1977. február 13. –) perui színésznő.

## Élete
Virna Flores 1977. február 13-án született Limában. 1997-ben szerepet kapott a La rica Vicky-ben. 2000-ben a Milagros című telenovellában Lucía szerepét játszotta. 2004-ben szerepet kapott A liliomlány című sorozatban. 2007-ben megkapta Camila Linares szerepét a Sarokba szorítva című telenovellában.
2008-ban feleségül ment Ismael La Rosa színészhez. Első gyermekük, Varek 2010-ben született. Második gyermekük, Ishana 2012-ben született.

## Filmográfia
- La rica Vicky (1997) .... Victoria "Vicky" Carranza
- Amor Serrano (1998) .... Micaela Montes de Oca
- María Emilia, querida (1999–2000) .... Laura "Laurita" Briceño
- Milagros (2000–2001) .... Lucía Muñoz De La Torre (Magyar hangja: Zsigmond Tamara)
- Éxtasis (2001) .... Almendra
- Vadmacska (Gata salvaje) (2002–2003) .... Minerva Palacios de Robles (Magyar hangja: Szabó Gertrúd (Viasat 3) / Papp Annamária (Izaura TV)
- Elbűvölő szerelem (Amor descarado) (2003–2004) .... Jennifer Rebolledo
- A liliomlány (Inocente de ti) (2004–2005) .... Virginia Castillo Linares-Robles (Magyar hangja: Molnár Ilona)
- La guerra de los sexos (2005) .... Participante
- Amores como el nuestro (2006) .... Beatriz Flores
- Sarokba szorítva (Acorralada) (2007) .... Camila Linares (Magyar hangja: Sallai Nóra)
- Az áruló (La traición) (2008) .... Eloísa Renán (Magyar hangja: Závodszky Noémi)
- Tiempo final .... Melissa Smith Juárez (2009)
- Ramírez (TBA)
- A gonosz álarca (Santa Diabla) (2013–2014) .... Paula Delgado (Magyar hangja: Balogh Anna)
- Policia la guerra capo y El soldado (2015) .... Sistera
- Los otros libertadores (2021) .... Juana Noin "la Rubia"
- Inseparables: amor al límite (2022) .... Ella misma
- Súper Ada (2024) .... Bárbara
- Al fondo hay sitio (2024) .... Lorena